# تیم اسپارو
تیم اسپارو (انگلیسی: Tim Sparv؛ زادهٔ ۲۰ فوریهٔ ۱۹۸۷) بازیکن فوتبال اهل فنلاند است.
از باشگاه‌هایی که در آن عضویت داشته می‌توان به باشگاه فوتبال هلسینکی، باشگاه فوتبال لاریسا، باشگاه فوتبال میتیولن، باشگاه فوتبال گروتر فورث، باشگاه فوتبال خرونینگن، و باشگاه فوتبال ساوت‌همپتون اشاره کرد.
وی همچنین در تیم ملی فوتبال فنلاند بازی کرده و هم اکنون کاپیتان این تیم است.